# Edvard Medén

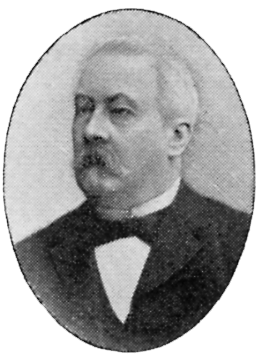
Edvard Medén

Anders Fredrik Edvard Medén, född 23 juli 1825 i Stockholm , död där 6 januari 1911, var en svensk arkitekt.

## Biografi
Medén var elev vid Kungliga Akademien för de fria konsterna och vistades på studieresor i Spanien, Frankrike och Tysklan 1852-54. Han drev egen verksamhet i huvudstaden, åren 1855-1866 tillsammans med Carl Stål. Bland hans verk i Stockholm märks Pontonjärkasernern på Kungsholmen och Hötel du Nord och Davidsonska huset vid Kungsträdgården (samtliga nu rivna). Som övervakande arkitekt ledde han en mängd byggnadsprojekt i staden. Ute i landet ritade han Sparbanken i Västervik, Norrköpings synagoga, stadshus i Sundsvall och Ströms slott utanför Lilla Edet.

## Bilder

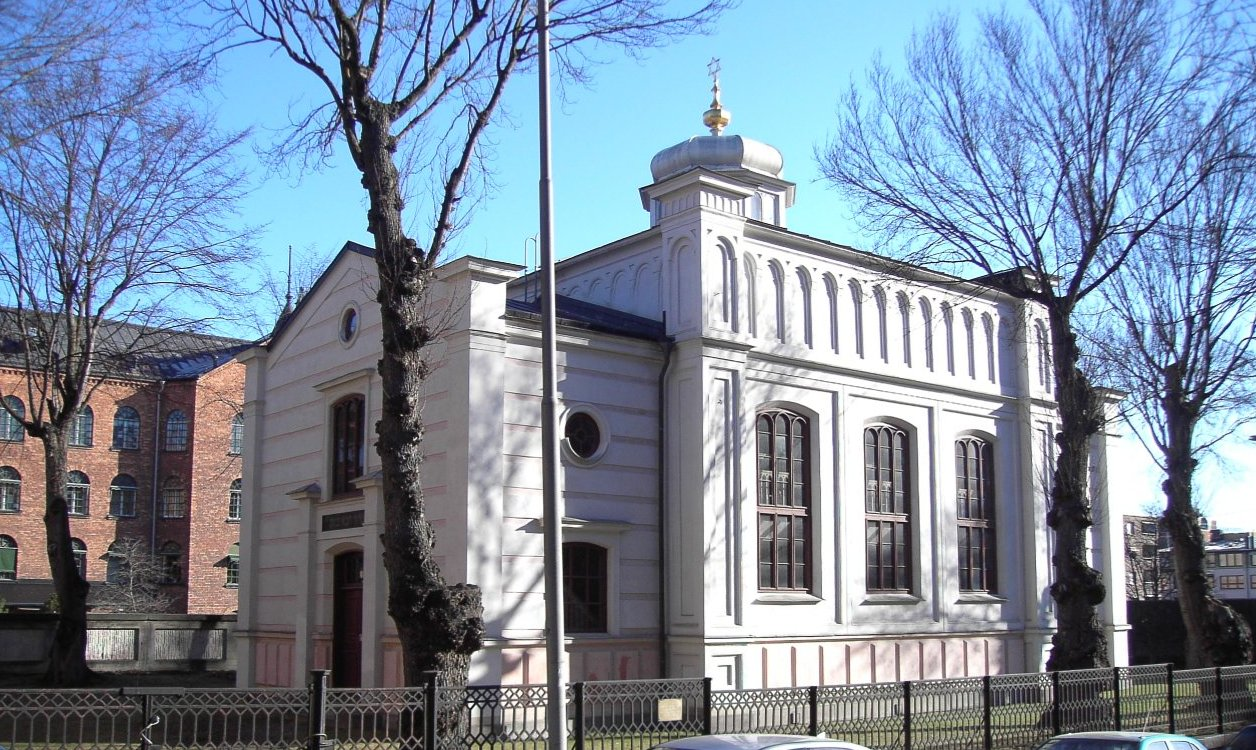
Norrköpings synagoga
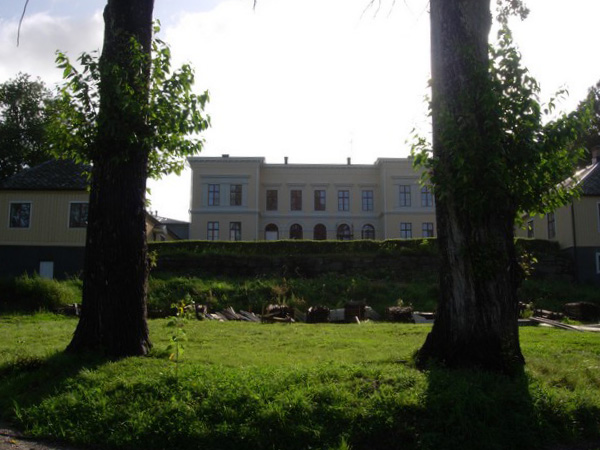
Ströms slott
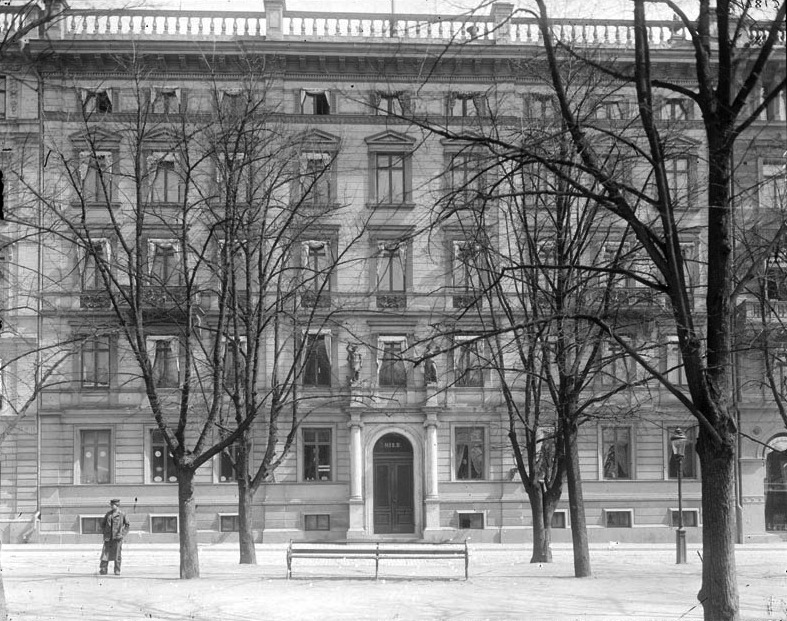
Davidsonska huset
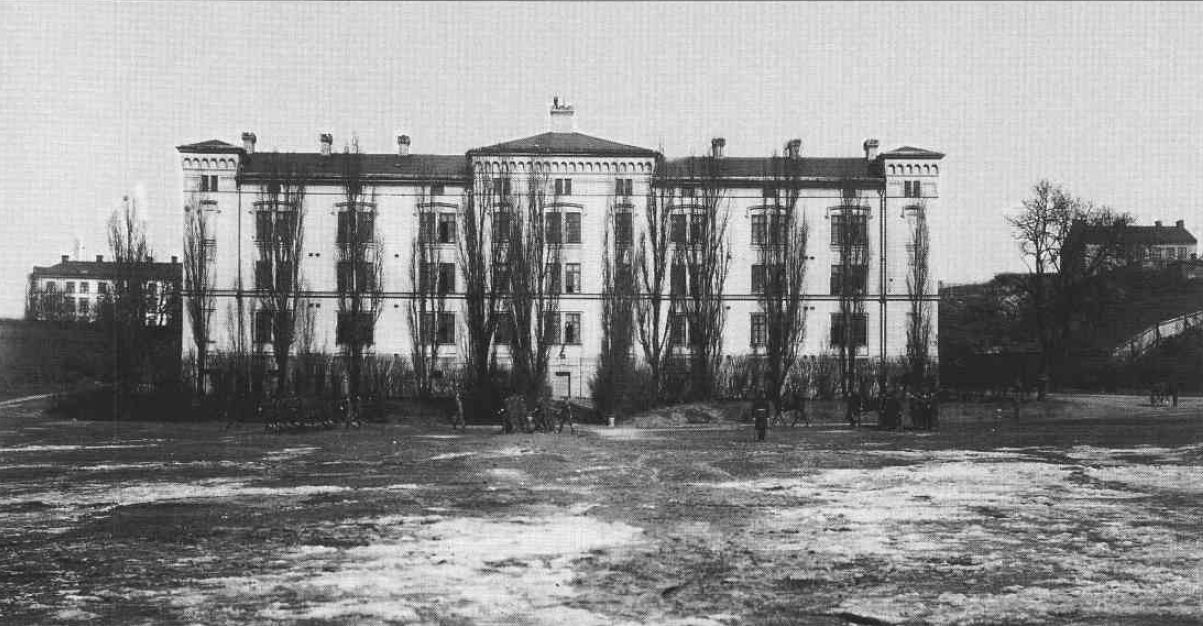
Pontonjärkasernern på Kungsholmen